# علی دهقان (مدیر)
علی دهقان (۱۲۸۹–۱۶ دی ۱۳۸۲) مدیر فرهنگی و سیاسی ایرانی بود. او سابقه تصدی استانداری گیلان و آذربایجان شرقی، مدیرکلی فرهنگ و هنر در استانهای آذربایجان غربی و آذربایجان شرقی و ریاست دانشسرای پسران تبریز را دارا بود. او همچنین مؤسس موسسات فرهنگی و آموزشی مختلفی چون کتابخانه ملی تبریز و موزه آذربایجان بود.
دهقان در سال ۱۲۸۹ در ارومیه زاده شد. لیسانس علوم ریاضی و تربیتی را در سال ۱۳۱۲ از دارالمعلمین عالی تهران دریافت کرد. از ۱۳۱۳ تا ۱۳۱۸ در دبیرستان نظام اصفهان فعالیت کرد و سپس به ریاست دانشسرای مقدماتی پسران تبریز گماشته شد. در سال ۱۳۲۳ به ریاست اداره فرهنگ آذربایجان غربی منصوب شد. در ۲۵ مهرماه ۱۳۲۹ به ریاست اداره فرهنگ آذربایجان شرقی و در ۴ شهریور ماه ۱۳۳۳ به مدیرکلی اداره فرهنگ این استان منصوب شد.
دهقان از ۹ آذر ماه ۱۳۳۸ استاندار گیلان و از ۳ خرداد ماه ۱۳۴۰ تا ۱۵ مهر ماه ۱۳۴۳ استاندار آذربایجان شرقی بود. او در ۱۵ مهر ماه ۱۳۴۳ از وزارت فرهنگ باز نشسته شد. دهقان در سال ۱۳۸۲ در تهران درگذشت.